# St. Pankratius (Oberpleis)

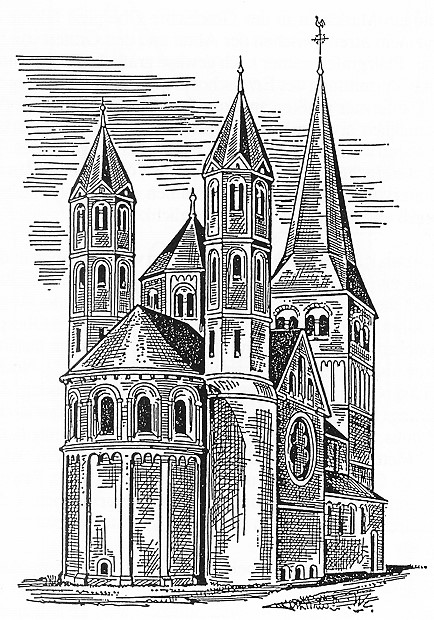
Rekonstruktionszeichnung des vermuteten ursprünglichen oder geplanten Zustands der Propsteikirche Oberpleis im 13. Jahrhundert (von Wilhelm Effmann 1892)

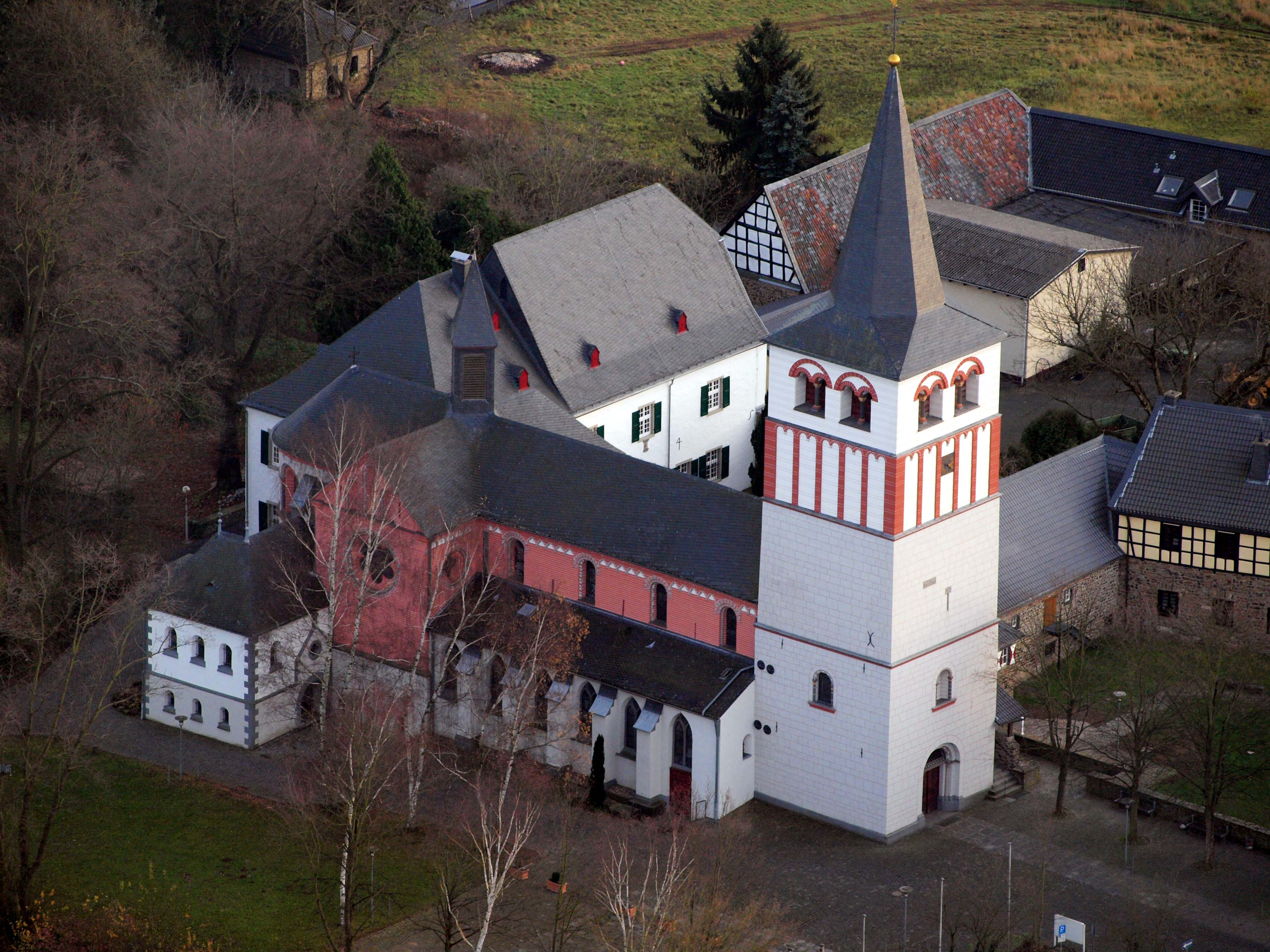
Luftaufnahme der Pfarrkirche St. Pankratius

St. Pankratius ist eine im 12. Jahrhundert erbaute ehemalige Propsteikirche in Oberpleis, einem Stadtteil von Königswinter in Nordrhein-Westfalen. Die Benediktiner-Propstei wurde 1803 aufgehoben, und der preußische Staat überließ die Kirche der katholischen Pfarrgemeinde als Pfarrkirche.

## Baugeschichte

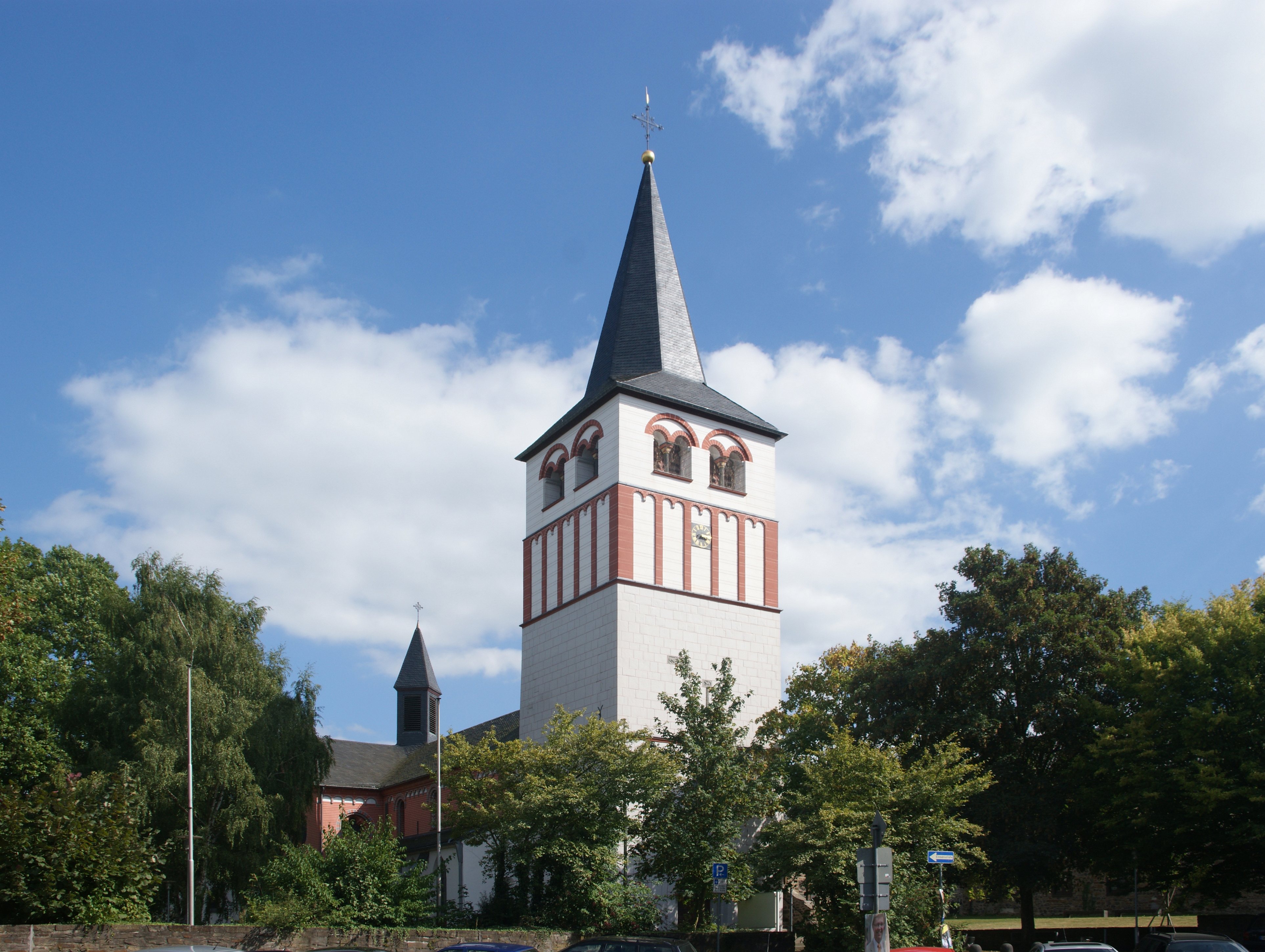
St. Pankratius heute

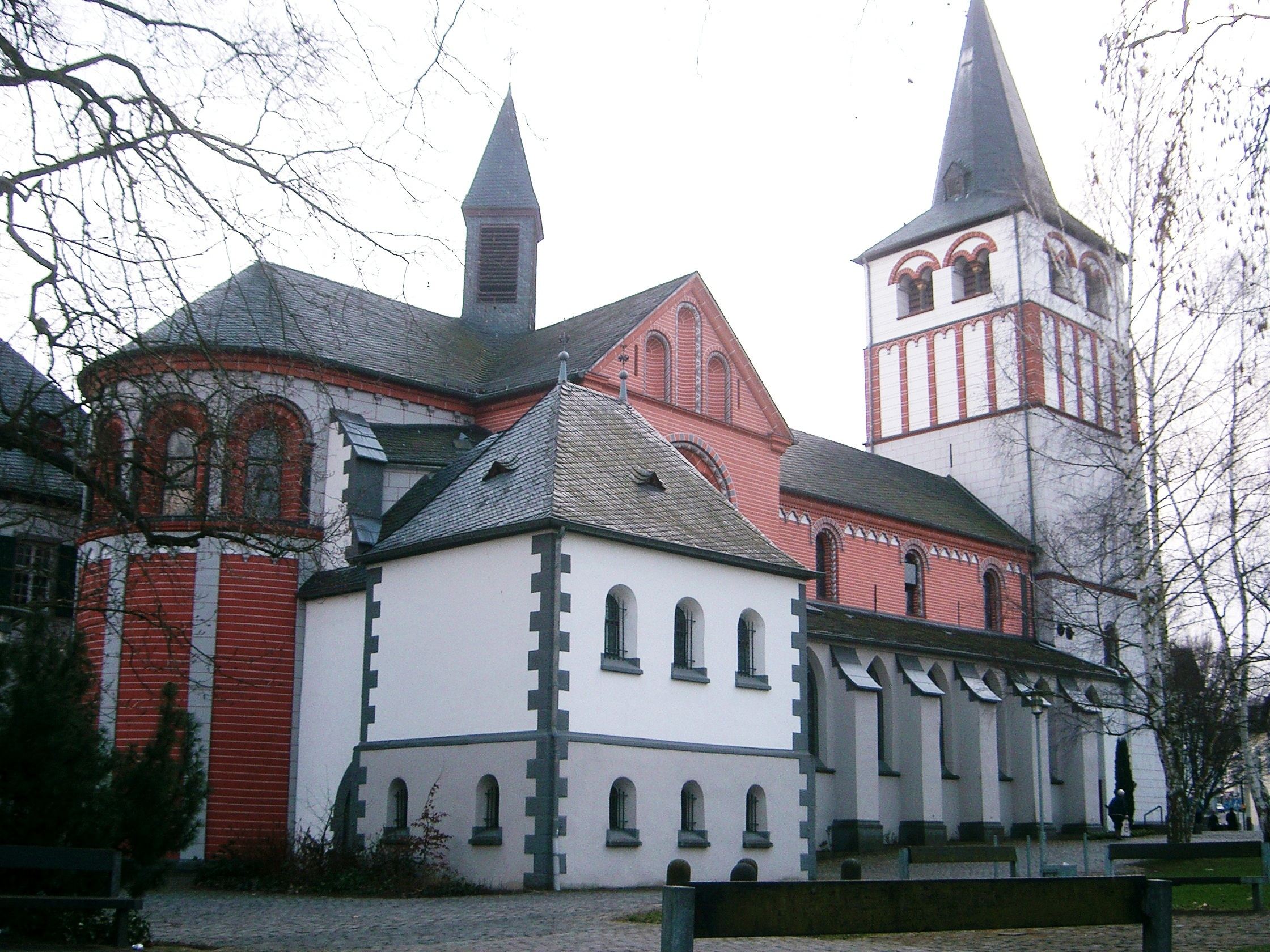
St. Pankratius von Nordost

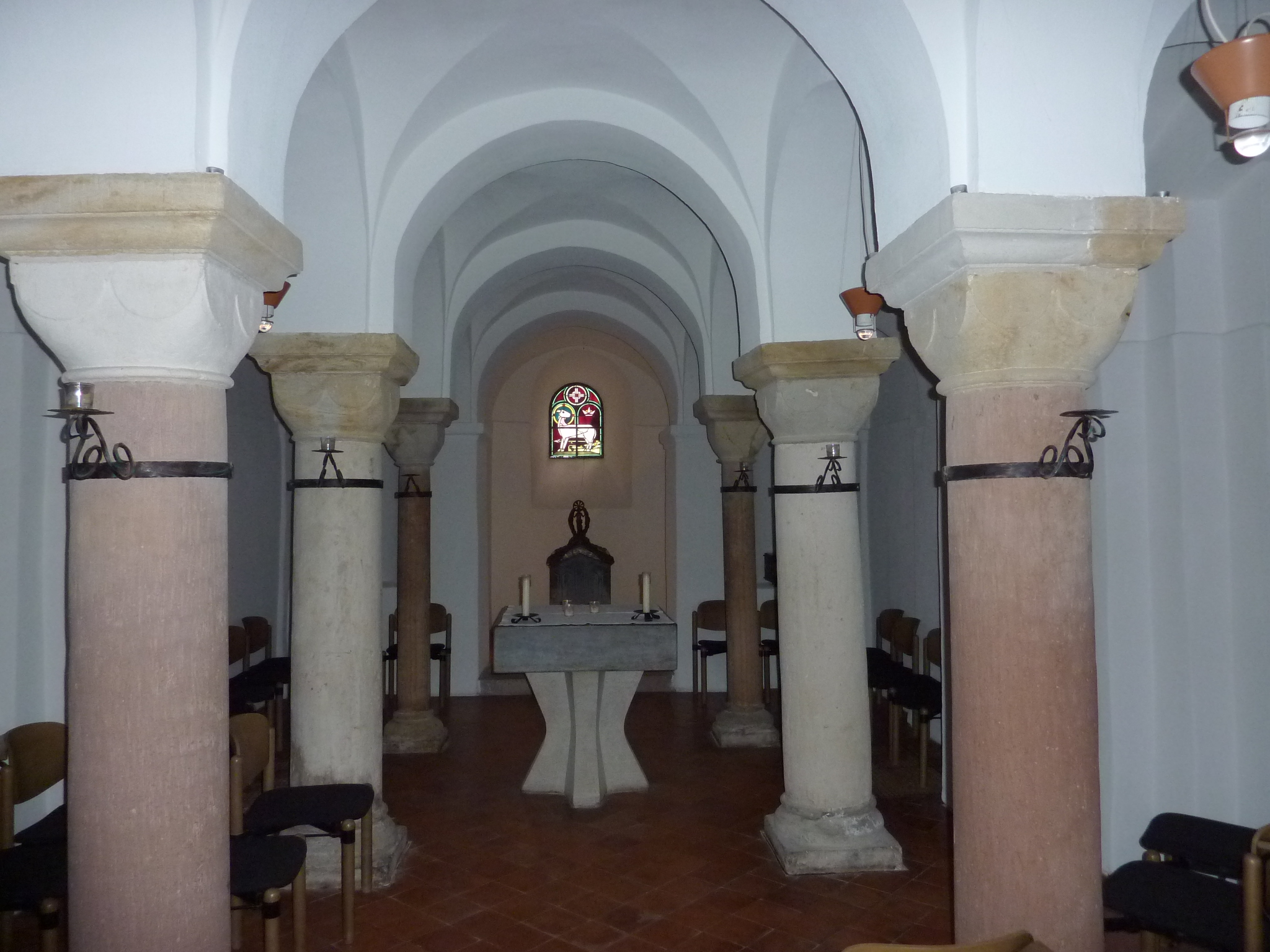
St. Pankratius, Krypta

Die 1064 gegründete Benediktinerabtei auf dem Michaelsberg in Siegburg hatte bald nach ihrer Entstehung einen großen Zulauf von Mönchen, so dass sie mit der Gründung von Tochterklöstern begann. Als erste abhängige Klostergemeinschaft wurde die Propstei in Oberpleis gegründet. Es ist nicht eindeutig bewiesen, ob zu dem Zeitpunkt bereits eine möglicherweise 944 gegründete Niederlassung der Abtei Corvey in Oberpleis bestanden hat. Um 1100 wurde mit dem Bau der ersten Kirche begonnen, die sich am Vorbild der Kirche des Mutterklosters in Siegburg orientierte. Aus dieser Bauphase sind heute noch die Grundkonzeption der Kirche sowie die unteren Bauabschnitte (Krypta und Pfeilersockel) sichtbar. Die Krypta ist fast unverändert in ihrer spätromanischen Struktur und Ausführung erhalten. Nach Abschluss der Bauarbeiten an dieser Kirche wurden die Nebengebäude errichtet (um 1150), von denen heute noch der zweigeschossige Westflügel des Kreuzgangs erhalten ist. Etwa ab 1157 (dendrochronologische Ergebnisse) wurde mit dem Bau des monumentalen Westturmes begonnen. Die oberen beiden Turmgeschosse unterscheiden sich vom Unterbau und sind wohl erst gegen Ende des 12. Jahrhunderts fertiggestellt worden.
Dieser erste Kirchbau wurde wahrscheinlich in den Thronstreitigkeiten der Jahre 1198–1208 beschädigt, vielleicht fielen die Dachstühle und die hölzernen Flachdecken einem Brand zum Opfer – bei der Restaurierung 1975 wurden am Dreikönigenaltar Brandspuren festgestellt. Der Wiederaufbau erfolgte wohl von 1210 bis 1250, wobei der Grundriss der Kirche unverändert blieb. Der Ostchor wurde neu gestaltet, die Vierungspfeiler neu aufgeführt, was auf einen geplanten Vierungsturm schließen lässt, der aber nie über die untersten Steinlagen hinaus zur Ausführung kam. Diese deuten allerdings auf einen achteckigen, großen Turm hin, während auf späteren Bildern nur ein kleiner, viereckiger Turm zu sehen ist. Außerdem wurde die gesamte Kirche mit einem steinernen Gewölbe versehen, was auch eine Neugestaltung der Fenster erforderte.
Um 1500 stürzten das nördliche Seitenschiff und der nördliche Chorturm ein, so dass 1505 dieses Seitenschiff in spätgotischen Formen erneuert wurde. Der Chorturm wurde nicht wieder aufgeführt. Wann der zweite Chorturm abhandenkam, ist ungeklärt. Auf den Bildern des 19. Jahrhunderts fehlt er. Ebenso ist unklar, wann der kleine, quadratische Vierungsturm aufgesetzt wurde.

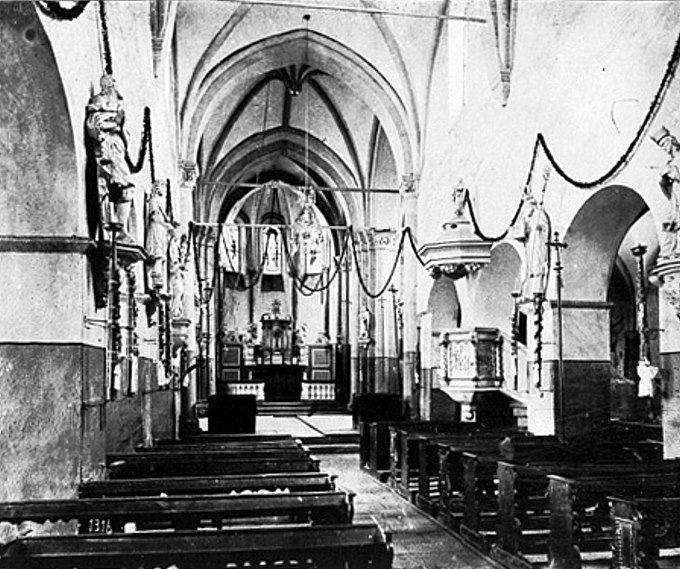
Innenansicht vor der Restaurierung 1894 mit barocker Einrichtung

Weiteren Schaden nahmen die Gebäude im Verlauf des 17. Jahrhunderts, so dass Propst Bertram von Ans 1645 große Teile der alten, nunmehr ungenutzten Propsteigebäude abreißen und mit dem gewonnenen Material ein neues Wohngebäude errichten ließ. Auch der südliche Flügel des Kreuzgangs fiel diesen Maßnahmen zum Opfer. Zur gleichen Zeit wurde auch der Innenraum der Kirche barockisiert und dabei wurden die Chorfenster vergrößert.

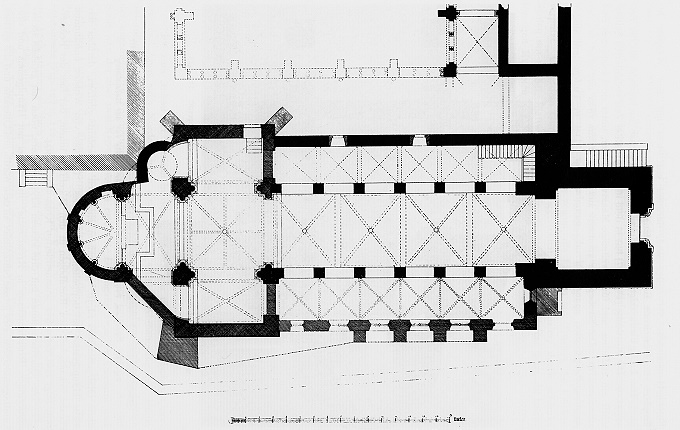
Grundriss vor den Veränderungen 1894 (Zeichnung von Edmund Renard)

1891 bis 1897 wurde eine erste großangelegte Restaurierung der Kirche durch Heinrich Wiethase über seinen Tod hinaus durchgeführt. Die Krypta, deren kircheninnere Zugänge im 18. Jahrhundert verschlossen worden waren und die von außen als Keller genutzt worden war, wurde wieder hergestellt. Das östliche, noch romanische Fenster im Seitenschiff wurde den übrigen gotischen Fenstern angeglichen und in die südliche Seitenschiffwand wurden zusätzliche Fenster gebrochen. Außen wurde die optisch störende Sakristei angebaut, die aber die statisch gefährdete Seite der Kirche stützt. Die barocke Innenausstattung wurde durch eine neoromanische ersetzt. Möglicherweise wurden durch die Arbeiten im Querhaus und Chor Teile des mittelalterlichen Fliesenbodens zerstört.
Eine zweite Restaurierung fand 1964 bis 1978 durch Hanns Fritz Hoffmanns statt. Dabei wurde nicht nur die Farbfassung der mittelalterlichen Vorlage wieder angeglichen und der Innenraum nach den Vorgaben der Liturgiereform geändert, sondern vor allem das ursprüngliche Fußbodenniveau durch eine Absenkung um 80 cm wiederhergestellt. Dabei kam ein zu ca. noch einem Drittel erhaltener, farbiger mittelalterlicher Fliesenboden zu Tage.
Das Kirchengebäude ist Pfarrkirche der katholischen Kirchengemeinde Sankt Pankratius, die seit 1. Januar 2007 mit anderen Gemeinden zur Pfarreiengemeinschaft „Königswinter - Am Oelberg“ im Erzbistum Köln zusammengeschlossen ist.

## Ausstattung
- Dreikönigsaltar (1164): Bedeutendstes Kunstwerk im Innern der Kirche ist das heute auf dem Hochaltar aufgestellte Marien-Retabel. Seine Herkunft ist unbekannt. Vielleicht gehörte es zum ursprünglichen Altar der Krypta. Da sowohl die Krypta des Mutterklosters Michaelsberg als auch die der Siegburger Propstei in Remagen der Muttergottes geweiht sind, befand sich höchstwahrscheinlich auch in der Oberpleiser Krypta ein Marienaltar. Das Relief zeigt in der Mitte die thronende Maria mit dem Jesuskind auf ihrem Schoß. Vom Betrachter links nähern sich die drei Könige, rechts entsprechen ihnen drei Erzengel. Als Entstehungszeit ist wahrscheinlich an das letzte Drittel des 12. Jahrhunderts zu denken, sicherlich erst nach der Übertragung der Dreikönigsreliquien nach Köln 1164, vielleicht sogar erst an die Zeit nach der Entstehung des Kölner Dreikönigsschreins (1181).
- Fußboden (1210–1230): Aus der Zeit der zweiten Bauphase zu Anfang des 13. Jahrhunderts stammt der Fliesenfußboden, der bei der Restaurierung 1974 wiederentdeckt wurde. (Heute ist die Kirche aus konservatorischen Gründen mit einer Kopie ausgelegt.) Der Fußboden zeigt im Eingangsbereich ein Quadrat von rund 3,70 m Kantenlänge, das in z. T. bekannter, z. T. noch ungeklärter Symbolik wohl das mittelalterliche Weltbild darstellen soll. Leider sind die Inschriften so schwer beschädigt, dass nicht alle gelesen werden können. Der Fußboden stellt ein kunsthistorisch und theologiegeschichtlich einmaliges Zeugnis dar.
- Im Untergeschoss des Turmes steht heute ein romanischer Taufstein, der aus Bonn-Friesdorf stammt.
- In der Krypta wurde 1960 ein von Elmar Hillebrand geschaffener Sarkophag aufgestellt, der die 1805 aus Kloster Heisterbach und dem Bonner Schloss überführten Reliquien der hl. Felicitas aufnahm.

### Orgel

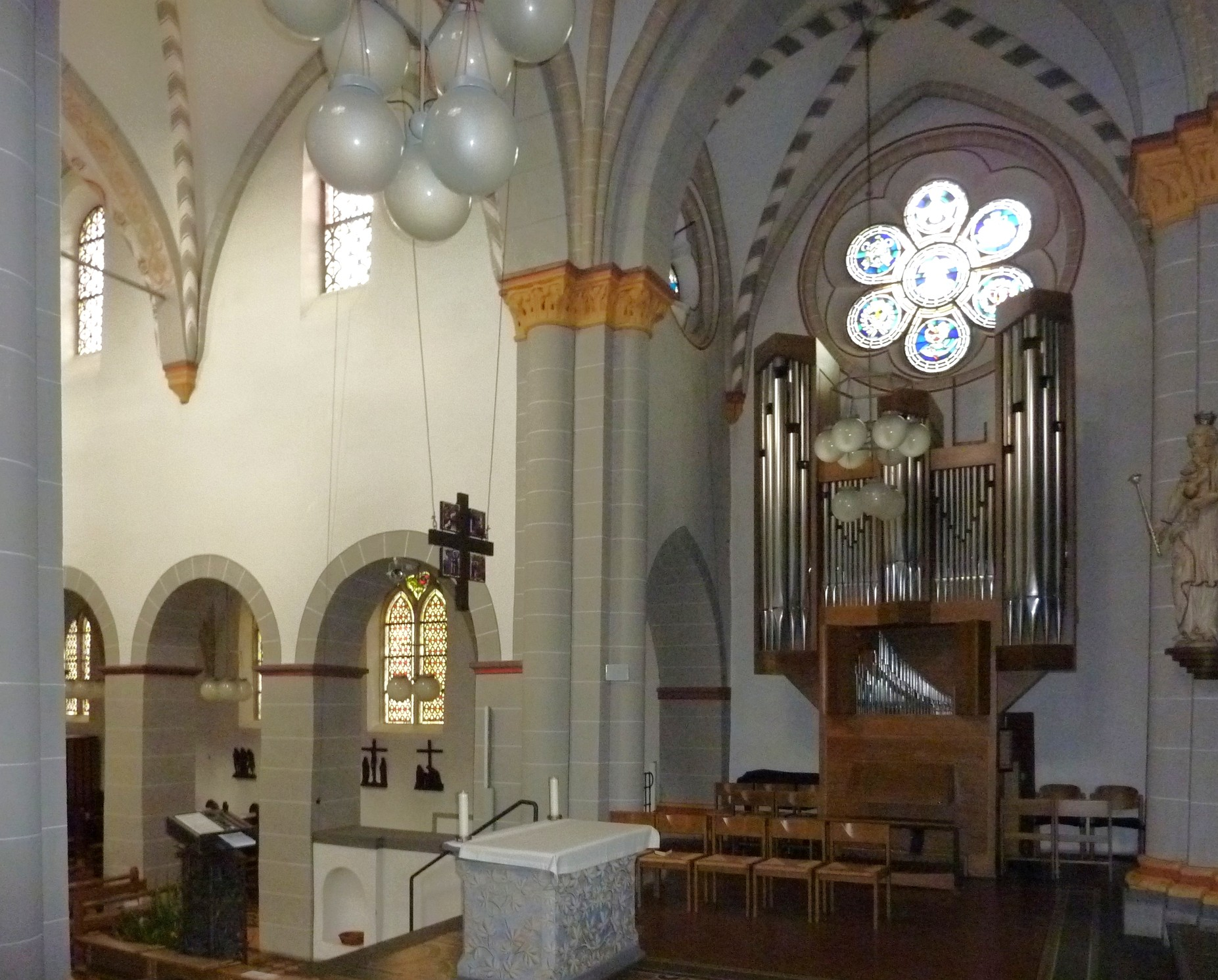
Die Klais-Orgel im nördlichen Querschiff

Die heutige Orgel der Propsteikirche trägt das Opus 1582 der Firma Johannes Klais Orgelbau aus Bonn. Sie wurde im Jahre 1980 erbaut und im Chorraum linksseitig aufgestellt. Das Werk wurde mit Schleifladen, mechanischer Spieltraktur und elektrischer Registertraktur auf 19 klingenden Registern mit nachfolgender Disposition konstruiert.
| I Hauptwerk C–g3 |                |       |
| 1.               | Praestant      | 8′    |
| 2.               | Rohrgedackt    | 8′    |
| 3.               | Principal      | 4′    |
| 4.               | Blockflöte     | 4′    |
| 5.               | Sesquialter II | 2 ⁄3′ |
| 6.               | Mixtur IV      | 1 ⁄3′ |
| 7.               | Trompete       | 8′    |
|                  | Tremulant      |       |

| II Schwellwerk C–g3 |             |       |
| 8.                  | Holzgedackt | 8′    |
| 9.                  | Gamba       | 8′    |
| 10.                 | Rohrflöte   | 4′    |
| 11.                 | Principal   | 2′    |
| 12.                 | Larigot     | 1 ⁄3′ |
| 13.                 | Cromorne    | 8′    |
| 14.                 | Hautbois    | 4′    |
|                     | Tremulant   |       |

| Pedal C–f1 |               |     |
| 15.        | Subbass       | 16′ |
| 16.        | Prinzipalbass | 8′  |
| 17.        | Spielflöte    | 8′  |
| 18.        | Piffaro II    |     |
| 19.        | Fagott        | 16′ |

- Koppeln: II/I, I/P, II/P
- Spielhilfen Handregister, 2 Freie Kombinationen, Auslöser

### Glocken
Im Jahr 1924 goss die Glockengießerei Otto in Bremen-Hemelingen für St. Pankratius drei Bronzeglocken, von denen heute noch zwei erhalten sind, während eine im Zweiten Weltkrieg eingeschmolzen wurde. Heute erklingen aus dem Kirchturm von Oberpleis fünf Glocken aus dem Kirchturm. Glocke 6 befindet sich im Dachreiter.
| Nr. | Name                 | Durchmesser (mm) | Masse (kg) | Schlagton (HT-1/16) | Gussjahr | Glockengießer                           |
| 1   | Christus             | 1445             | 1939       | des1 +6             | 1924     | Glockengießerei Otto, Bremen-Hemelingen |
| 2   | Felizitas            | 1290             | 1280       | es1 +5              | 1954     | Petit & Gebr. Edelbrock, Gescher        |
| 3   | Herz Jesu            | 1080             | 826        | ges1 +4             | 1924     | Glockengießerei Otto, Bremen-Hemelingen |
| 4   | Johannes             | 940              | 500        | as1 +7              | 1962     | Petit & Gebr. Edelbrock, Gescher        |
| 5   | Maria                | 825              | 350        | b1 +8               | 1962     | Petit & Gebr. Edelbrock, Gescher        |
| 6   | Alte Christus-Glocke | 787              | 350        | des2 +11            | um 1330  | Sifride?                                |

## Veranstaltungen

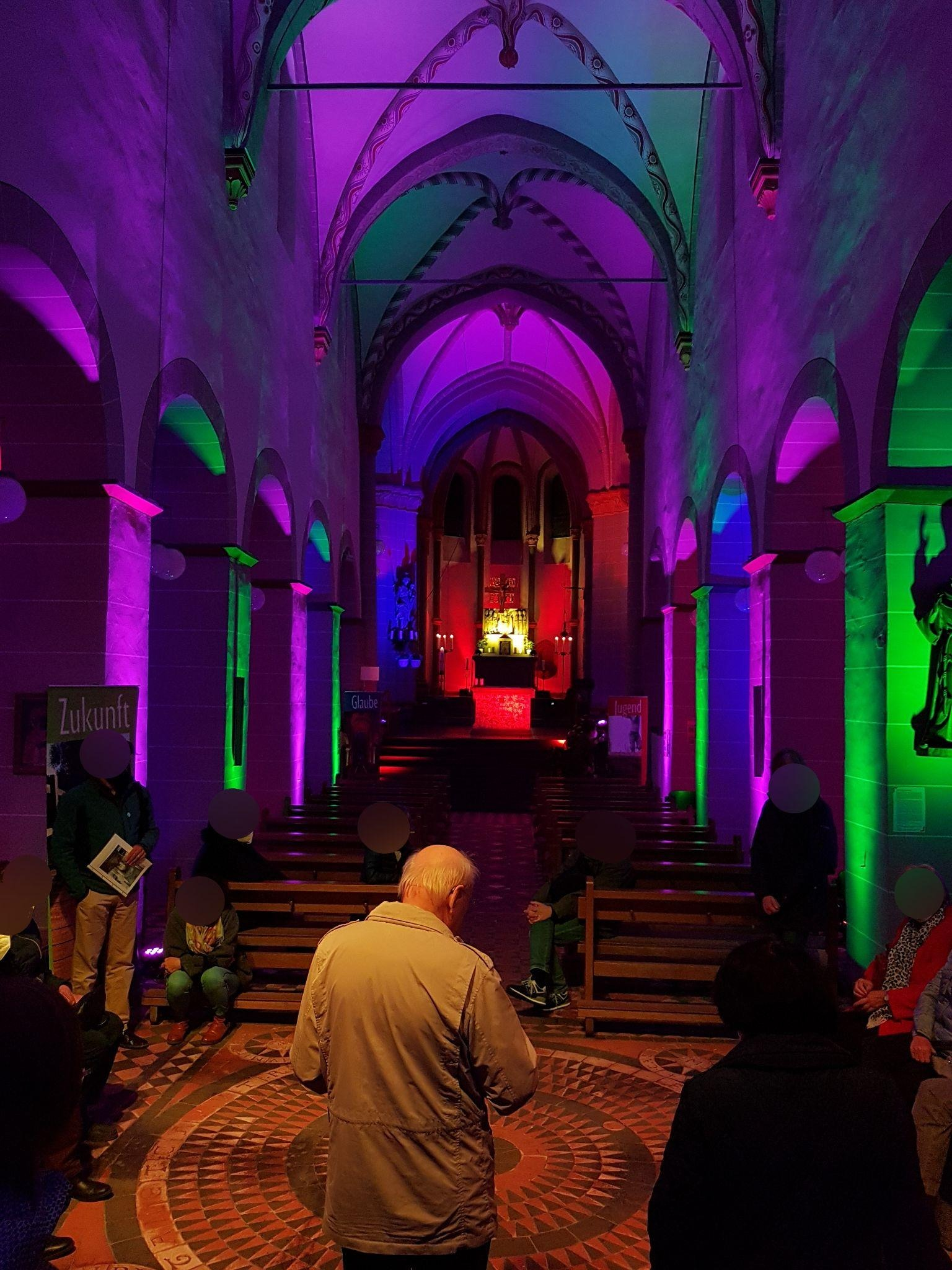
Führung von Ernst Koch durch die illuminierte Kirche.

Am Wochenende vor Allerheiligen 2021 wurde die Kirche von innen und außen durch bunte Illumination in Szene gesetzt. Lichtkünstler und Eventpädagoge Peter Wendland setzte das Projekt um und beleuchtete den Innenraum, die Krypta, den Kreuzgang und die Fassade der Kirche in bunten Farben. Dazu gab es ein Begleitprogramm mit Vorträgen zur Kirchengeschichte, zu Hildegard von Bingen, Konzertgitarristen und Mitmach-Aktionen für Kinder.